# 감자튀김 자동 판매기

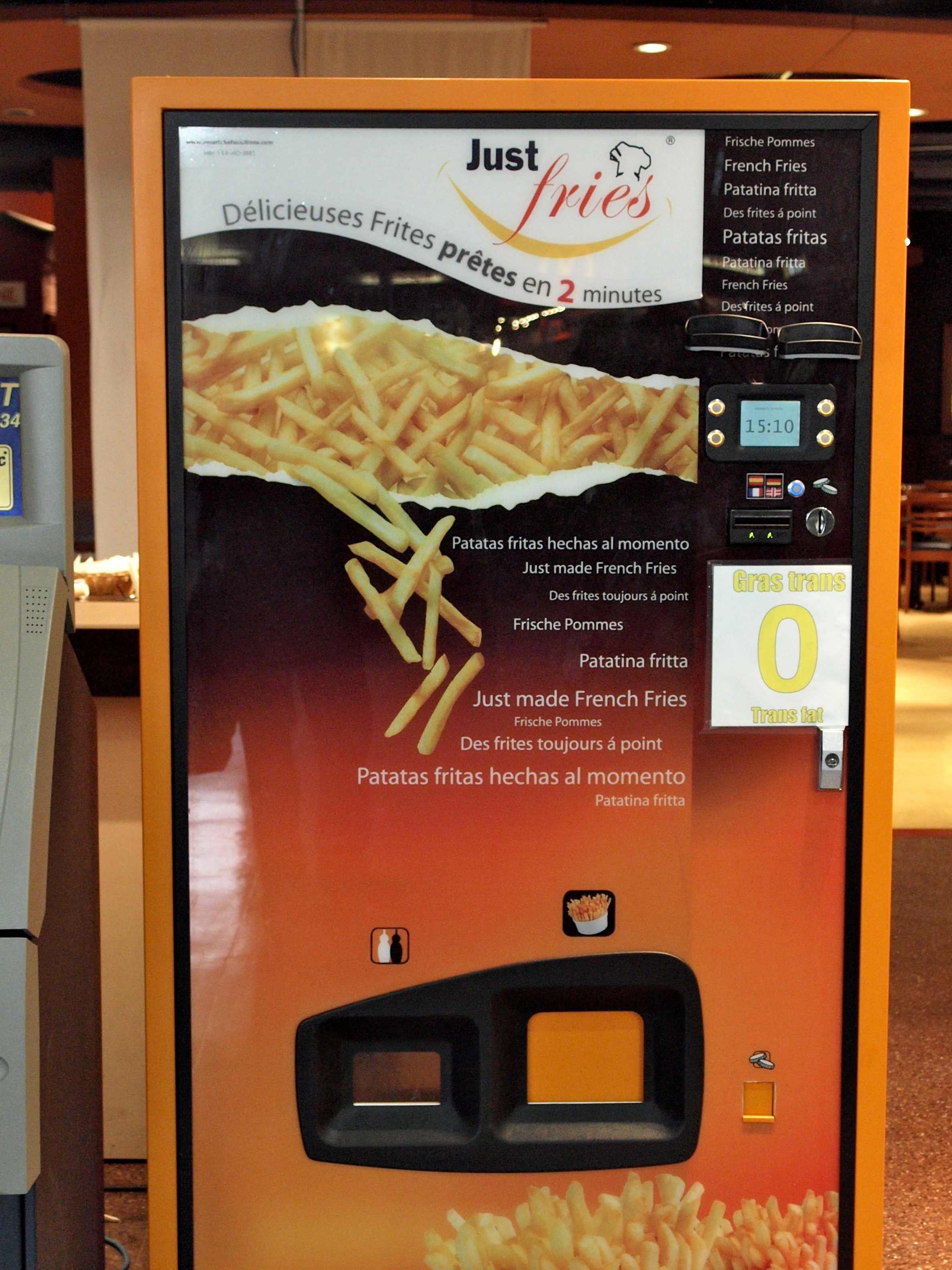
캐나다 몬트리올 중앙역에 있는 저스트 프라이즈 브랜드 감자튀김 자동 판매기

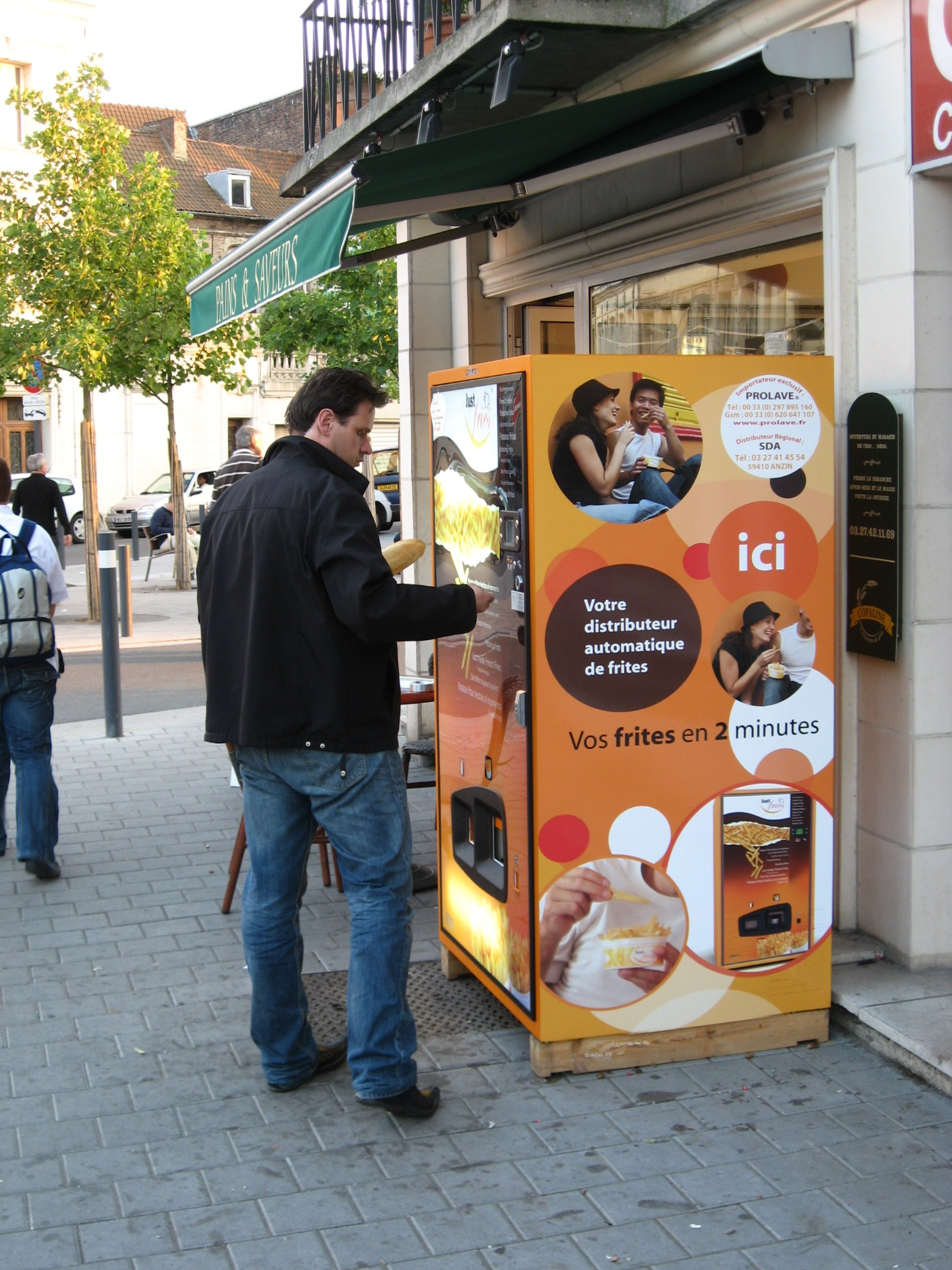
프랑스 발랑시엔에 있는 저스트 프라이즈 브랜드 자동 판매기 측면

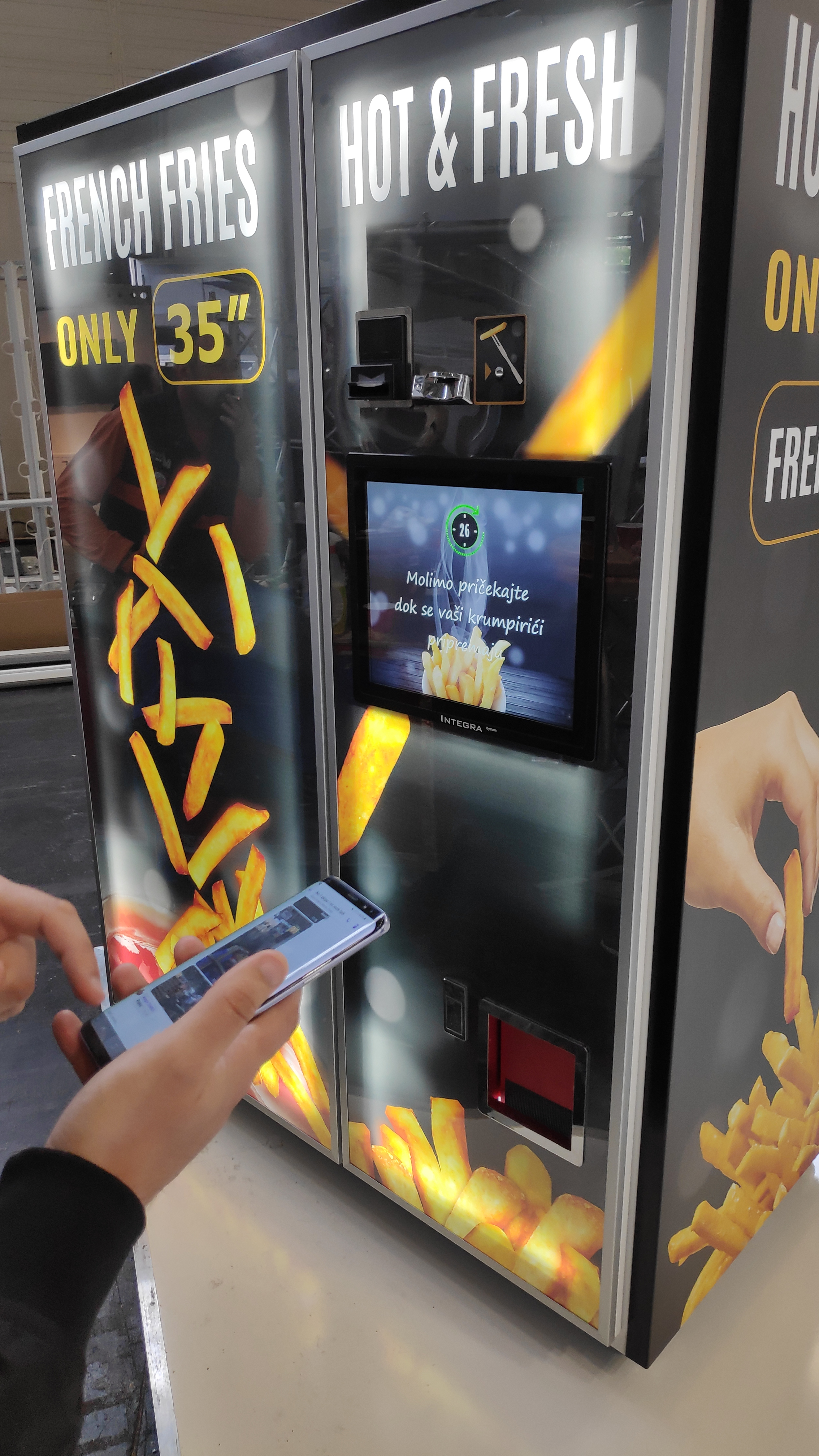
2019년 독일 쾰른 유벤드 및 코피나 박람회에서 35초 만에 감자튀김을 제공하는 인테그라 새러토가 감자튀김 기계.

감자튀김 자동 판매기 또는 프렌치 프라이 벤딩 머신(French fry vending machine)은 뜨거운 감자튀김을 제공하는 자동 판매기이다. 최초로 알려진 감자튀김 자동 판매기는 1982년경 호주의 폐업한 프리시전 프라이 푸드 프티(Precision Fry Foods Pty Ltd.)에서 개발되었다. 몇몇 회사들이 감자튀김 자동 판매기와 프로토타입을 개발하고 제조했다. 또한, 네덜란드 바헤닝언 대학교에서도 프로토타입 기계가 개발되었다.

## 브랜드, 제조업체 및 프로토타입

### 역사
현재는 폐업한 호주 회사인 프리시전 프라이 푸드 프티(Precision Fry Foods Pty Ltd.)는 미스터 프렌치 프라이(Mr. French Fry)라는 이름의 최초로 알려진 감자튀김 자동 판매기를 설계했다. 이 회사는 1982년 1월 호주 정부에 이 디자인을 등록했다. 이 기계는 60초 이내에 뜨거운 감자튀김을 조리했으며, AUD 0.20달러 동전 3개로 작동했다. 소금 봉지는 감자튀김이 담긴 컵 아래에 포함되어 있었다.
또 다른 회사인 하우저 벤딩(Houser Vending Co., Inc.)은 미스터 크리스피(Mr. Crispy's)라는 이름의 감자튀김 자동 판매기를 개발했으며, 이는 적어도 1990년 9월부터 대학 캠퍼스 및 공장과 같은 다양한 장소에서 사용되었다. 감자튀김은 365 °F (185 °C)의 해바라기유에 약 40초 동안 조리되었으며, 기름을 교체하기 전에 500개의 감자튀김 주문이 준비되었다. 이 기계는 오작동 시 자동으로 전원이 꺼지는 기능이 있었고, 내부에 소화기가 내장되어 있었다.

### 현대
중국 선전성에 본사를 둔 비욘드테 테크놀로지(Beyondte Technology)는 2008년 로보 감자튀김 기계 개발을 시작했으며, 이 기계는 약 95초 만에 뜨거운 감자튀김을 제공한다. 비욘드테 테크놀로지는 벨기에의 브레이크타임 솔루션스(Breaktime Solutions)에 인수되었다. 이 기계는 벨기에 기업가들이 개발했으며, 2012년 여름 벨기에 브뤼셀에서 현장 테스트를 거쳤다. 이 기계는 750 파운드 (340 kg)의 무게가 나가며, 소기름 또는 식용유로 감자튀김을 조리할 수 있다. 이 기계는 약 150개의 주문이 준비된 후 수동으로 서비스 및 청소를 해야 한다. 이후의 개발에는 기계에서 발생하는 냄새를 줄이기 위해 세 개의 필터를 사용하는 환기 시스템 설치가 포함되었다. 뉴욕 포스트는 로보 감자튀김 기계를 "자동 판매기의 롤스로이스"라고 언급했다. 2013년 8월, 이 기계에서 나온 감자튀김 한 주문의 가격은 USD 3.50달러였다.
러시아 회사인 이-벤드 테크놀로지(E-Vend Technology)는 미국 기술을 사용하여 중국과 이스라엘에서 감자튀김 자동 판매기를 제조한다. 이 기계는 냉동 감자튀김을 사용하며, 식용유 대신 뜨거운 공기를 사용하여 약 45초 만에 준비한다.
슬로바키아 립토프스키미쿨라시에 본사를 둔 포토룩(Fotolook, s.r.o.)은 감자튀김 자동 판매기를 판매한다.
2015년 9월 네덜란드 바헤닝언 대학교에서 학생과 기업가들이 냉동 감자 조각을 튀겨 조리하는 완전 자동 프로토타입 자동 판매기를 선보였다. 최종 제품은 마요네즈, 케첩 또는 카레와 함께 제공된다. 과정은 처음부터 끝까지 약 2분이 소요되며, 제품은 종이컵에 담겨 제공된다. 감자 조각은 기계 내부에서 −18 °C (0 °F)의 냉동 상태로 보관되며, 180 °C (356 °F)의 기름에서 조리된다. 이 장치는 감자가 부서지거나 손상되는 것을 방지하기 위해 특별히 설계된 디스펜서를 사용한다. 2015년 9월 현재, 바헤닝언 대학교에 단 하나의 프로토타입만 있다. 주문은 터치스크린을 사용하여 이루어지며, 포크와 소금은 별도로 상자에 제공된다.

## 갤러리

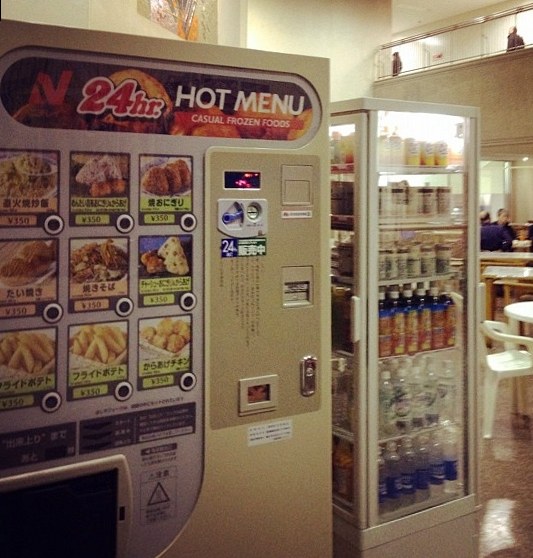
조리된 감자튀김을 제공하는 니치레이 자동 판매기 (도쿄, 2012)
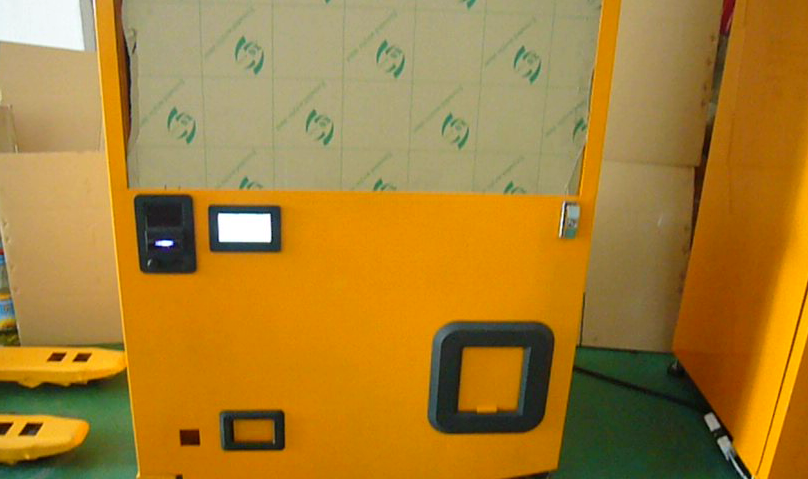
사용되지 않는 비욘드테 감자튀김 자동 판매기 전면의 부분 모습 (2012)
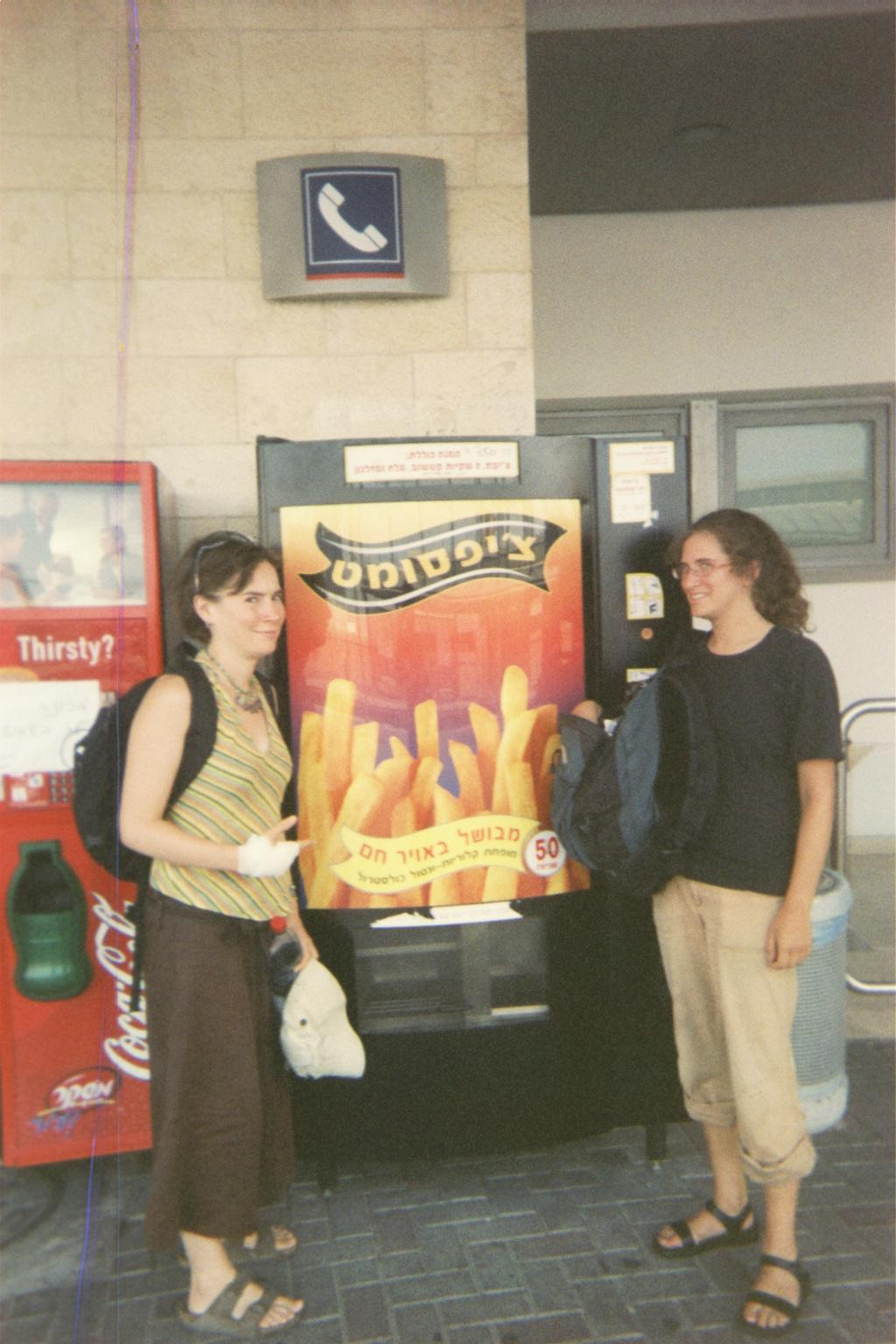
이스라엘 사페드에 있는 감자튀김 자동 판매기 (2005)
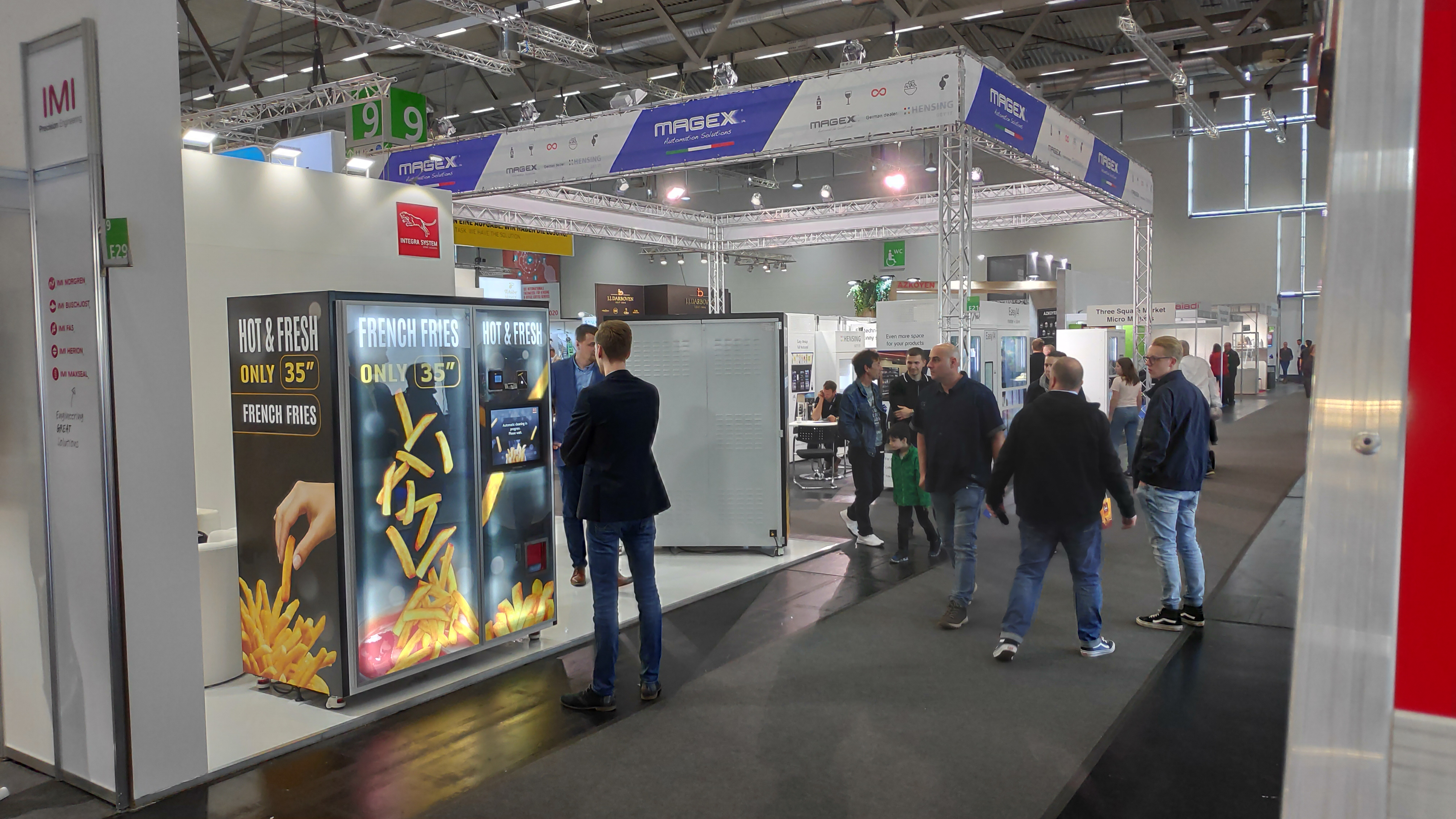
2019년 독일 쾰른 유벤드 및 코피나 박람회에서 인테그라 d.o.o. 부스에 있는 인테그라 감자튀김 기계

## 같이 보기
- 비벌리 힐스 캐비어 자동 부티크 – 자동 판매기에서 캐비어, 에스카르고, 트러플을 판매한다
- 팬케이크 기계 – 자동으로 조리된 팬케이크를 생산하는 기계
- 렛츠 피자

## 더 읽기
- “Shuttle insulation keeps machine cool, too”. 《Volume 67, Issues 11-15》. Machine Design. 1995. 50쪽. A new french-fry vending machine works more like a hot-air corn popper than a deep fryer. One of the biggest challenges in designing the machine was insulating the oven ... (구독 필요)